# Париж, Техас
«Париж, Техас» (англ. Paris, Texas) — художественный фильм немецкого кинорежиссёра Вима Вендерса, которому в 1984 году была единогласно присуждена «Золотая пальмовая ветвь» Каннского кинофестиваля. Название фильма происходит от небольшого техасского города, называющегося так же, как и столица Франции. Атмосферную музыкальную канву создаёт слайд-гитара Рая Кудера. Фильм посвящён памяти Лотты Эйснер.

## Сюжет
В пустыне неподалёку от мексиканской границы появляется немолодой человек в красной бейсболке. Он не разговаривает и не спит. Местному врачу удаётся по визитной карточке, найденной в кармане странника, выйти на его брата Уолта, который забирает его к себе домой. Бродягу зовут Трэвис, он пропал за четыре года до этого. Уолт и его жена все эти годы воспитывали Хантера — сына пропавшего Трэвиса. Трэвис везёт сынишку в Хьюстон на поиски его матери Джейн, которая, как выясняется, работает там в низкопробном пип-шоу.

## В ролях
| Актёр             | Роль             |
| ----------------- | ---------------- |
| Гарри Дин Стэнтон | Трэвис Хендерсон |
| Дин Стоквелл      | Уолт Хендерсон   |
| Настасья Кински   | Джейн Хендерсон  |
| Хантер Карсон     | Хантер Хендерсон |
| Орор Клеман       | Энн Хендерсон    |
| Бернхард Викки    | доктор Улмер     |
| Салли Норвелл     | «сестра Бибс»    |

## Работа над фильмом
Западногерманский режиссёр Вим Вендерс побывал в Соединённых Штатах и заявил, что хочет «рассказать историю об Америке». Осмотрев всю южную границу Техаса, члены съёмочной группы решили снимать начальные сцены в районе национального парка «Биг-Бенд». Однако режиссёру Вендерсу больше приглянулся забытый всеми уголок Техаса, именуемый «Кладбище дьявола»: «гигантский, беспредметный пейзаж, как во сне». Режиссёр стремился показать зрителям американские города разного калибра, от крохотных местечек в несколько жителей до грандиозных мегаполисов. Он намеревался снимать по всей Америке вплоть до Аляски, пока сценарист Сэм Шепард не убедил его, что любые грани Америки вполне можно найти в одном штате — Техасе.

## Успех
После победы на Каннском фестивале фильм имел такой оглушительный успех у европейской публики, что в честь него взяли название две шотландские рок-группы, Texas и Travis, тогда как ирландскую рок-группу U2 фильм Вендерса вдохновлял при работе над альбомом The Joshua Tree. В Америке к фильму Вендерса отнеслись более прохладно, восприняв его как очередной взгляд на национальную проблематику глазами чужака-европейца. Своим любимым фильмом называл «Париж, Техас» Курт Кобейн.

## Критика
«Пейзаж американского Юга органично вобрал в себя усталую тоску старой Европы», — писал о фильме Вендерса кинокритик Андрей Плахов. В других рецензиях также обращалось внимание на необычный синтез европейской художественной восприимчивости с традиционными американскими пейзажами и мотивами:
- Роджер Эберт (Chicago Sun-Times): «Это фильм не об исчезновении людей, а об исчезновении чувств. Люди показаны затерянными на фоне безличных громад современной архитектуры, города кажутся столь же пустынными, как и сама пустыня в первой сцене. И в то же время здесь нет трафаретных нападок на американскую отчуждённость. Создатели фильма заворожены Америкой, нашей музыкой, размерами наших городов, страной такого размера, в которой легко затеряться»[4].
- Михаил Брашинский («Афиша»): «Два жанра — низменный и высокий — мирит Америка: только в ней и может произойти современная трагедия. Её трагедия — это вестерн; в ней Одиссею, с трудом возвращающемуся домой, положено носить драные джинсы, Пенелопа давно работает в пип-шоу, и небо над прерией — небо судьбы и неизбежности — как две капли воды похоже на анилиновое небо с рекламы Kodak»[7].
- Ник Роддик (Criterion Collection): «Что придаёт этой обыденной, на первый взгляд, семейной мелодраме эпический замах, так это умелое использование пейзажных фонов (безлюдный Юго-Запад, бетонные каньоны Хьюстона), поразительное чувство цвета у оператора Робби Мюллера и жалобные звуки слайд-гитары Рая Кудера»[8].

В глазах киноведов «Париж, Техас» подтвердил репутацию Вендерса как наследника традиций Антониони и поэта «расстояний, разделяющих людей и произносимые ими слова». Общение супругов по интеркому через непроницаемое с одной стороны стекло Плахов определил как «потрясающий образ психологического дисконтакта».
Роджер Эберт особенно похвалил зачин фильма за то, что — в отличие от подавляющего большинства современной кинопродукции — по начальным сценам невозможно предугадать дальнейшее развитие повествования. «Начало фильма такое красивое и лаконичное, что когда ближе к последней четверти фильма начинает произноситься много слов, а значат они всё меньше, возникает соблазн приказать персонажам заткнуться», — развил ту же мысль Винсент Кэнби из The New York Times.

## Награды
- 1984 — три приза Каннского кинофестиваля: «Золотая пальмовая ветвь» (Вим Вендерс), приз ФИПРЕССИ (Вим Вендерс), приз экуменического жюри (Вим Вендерс)
- 1985 — премия Британской киноакадемии за лучшую режиссуру (Вим Вендерс)
- 1985 — премия «Бодил» за лучший европейский фильм (Вим Вендерс)
- 1985 — премия имени Рене Клера от Итальянской киноакадемии (Вим Вендерс)
- 1985 — серебряная награда Deutscher Filmpreis

### Номинации
- 1985 — три номинации на премию Британской киноакадемии: лучший фильм, адаптированный сценарий (Сэм Шепард), музыка (Рай Кудер)
- 1985 — номинация на премию «Сезар» за лучший зарубежный фильм (Вим Вендерс)
- 1985 — номинация на премию «Золотой глобус» за лучший зарубежный фильм